# Gojo (arrondissement)
Gojo Dzong, Chinees: Gonjo Xian is een arrondissement in de prefectuur Chamdo in de Tibetaanse Autonome Regio, China. Het heeft een oppervlakte van 6256 km². In 1999 telde het arrondissement 42.611 inwoners. De gemiddelde hoogte is 3600 meter. De gemiddelde jaarlijkse temperatuur is 5,2 °C en jaarlijks valt er gemiddeld 425,5 mm neerslag.